# 馬克·巴特勒

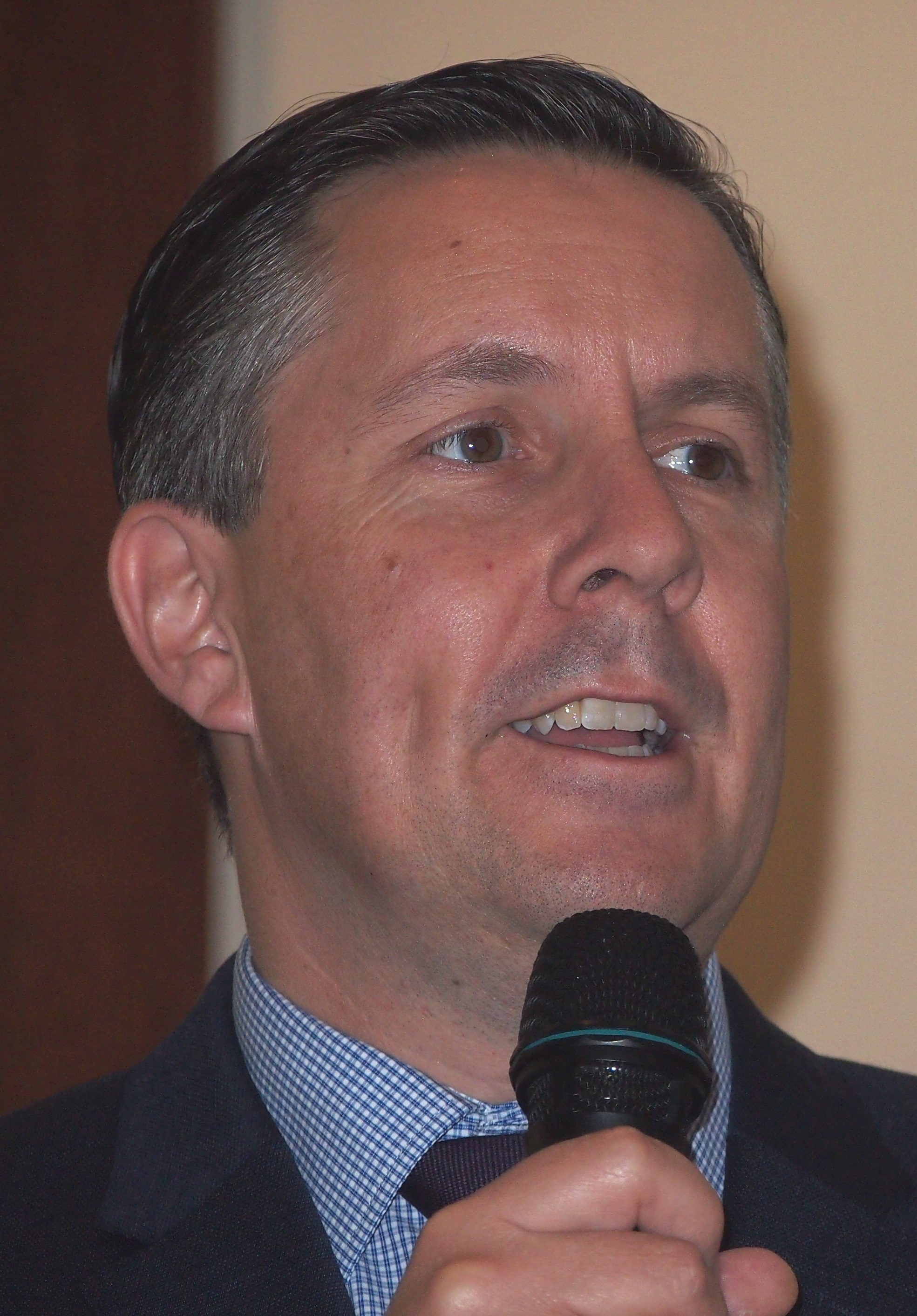

马克·巴特勒 （Mark Butler，1970年7月8日—）是一位澳洲政治人物，他的黨籍是澳洲工黨。自2007年開始，他是阿德萊德港選區選出的澳大利亞眾議院的議員。他曾經在陸克文和吉拉德政府中擔任澳洲氣候變化部長等職務。
2015-2018年擔任澳大利亞工黨主席。2019年阿德萊德港選區被裁撤，他轉戰鄰近的欣德馬什選區並繼續擔任議員。
2022年澳洲聯邦大選後，工黨勝出，畢勒出任衛生及高齡護理部長。